# Deerfield (condado de Franklin)
Deerfield es un lugar designado por el censo ubicado en el condado de Franklin en el estado estadounidense de Massachusetts. En el Censo de 2010 tenía una población de 643 habitantes y una densidad poblacional de 132,83 personas por km².

## Geografía
Deerfield se encuentra ubicado en las coordenadas 42°32′52″N 72°36′8″O / 42.54778, -72.60222. Según la Oficina del Censo de los Estados Unidos, Deerfield tiene una superficie total de 4.84 km², de la cual 4.76 km² corresponden a tierra firme y (1.71%) 0.08 km² es agua.

## Demografía
Según el censo de 2010, había 643 personas residiendo en Deerfield. La densidad de población era de 132,83 hab./km². De los 643 habitantes, Deerfield estaba compuesto por el 91.76% blancos, el 1.71% eran afroamericanos, el 0% eran amerindios, el 2.49% eran asiáticos, el 0% eran isleños del Pacífico, el 0.31% eran de otras razas y el 3.73% pertenecían a dos o más razas. Del total de la población el 4.35% eran hispanos o latinos de cualquier raza.